# Роберто Домінгес (футболіст)
Роберто Домінгес (ісп. Roberto Domínguez, нар. 9 травня 1997, Чалатенанго) — сальвадорський футболіст, захисник клубу «Санта-Текла» та національної збірної Сальвадору.

## Клубна кар'єра
У дорослому футболі дебютував 2013 року виступами за команду «Турін Феса» з другого сальвадорського дивізіону, в якій провів один сезон.
Своєю грою за цю команду привернув увагу представників тренерського штабу клубу «Хувентуд Індепендьєнте», до складу якого приєднався 2014 року. Відіграв за команду наступний сезон своєї ігрової кар'єри, дебютувавши у Прімері. Більшість часу, проведеного у складі У складі, був основним гравцем захисту команди.
Влітку 2015 року перейшов до складу клубу «Санта-Текла», з яким виграв Клаусуру 2015, Апертуру 2016 і Клаусуру 2017 року. Наразі встиг відіграти за команду із Санта-Текли 59 матчів в національному чемпіонаті.

## Виступи за збірну
14 листопада 2015 року дебютував в офіційних матчах у складі національної збірної Сальвадору у грі четвертого відбіркового раунду до чемпіонату світу 2018 року проти збірної Мексики на стадіоні «Ацтека», в якому сальвадорці поступились 0:3.
У складі збірної був учасником розіграшу Золотого кубка КОНКАКАФ 2017 року у США.
Наразі провів у формі головної команди країни 12 матчів.

## Досягнення
- Чемпіон Сальвадору: Клаусура 2015, Апертура 2016, Клаусура 2017